# Il cuoco pasticcione
Il cuoco pasticcione è un brano musicale con testo scritto da Mario Manasse, musicato da Marco Mojana, interpretato da Federica Colucci (8 anni di Locorotondo), vincitore del 43º Zecchino d'Oro.

## Storia
La canzone, che parla di un cuoco pasticcione che in cucina finisce per provocare un incendio perché non fa altro che assaggiare e mangiare il cibo invece di cucinare e mescolare, vinse anche lo Zecchino d'Argento e fu in seguito oggetto di numerose cover.
La Demas & Partners s.r.l. ne ha inoltre realizzato un cartone animato.
È considerata tra le più belle canzoni di sempre dello Zecchino d'oro.
Alla popolarità del brano ha contribuito il successivo utilizzo del ritornello, come tormentone con funzione di commento, nel programma televisivo La prova del cuoco in onda su Rai 1.
Nel 2017, per celebrare la 60ª edizione dello Zecchino d'oro, la canzone è stata inserita nel triplo CD pubblicato dalla Sony Music Il Meglio dello Zecchino d'Oro, contenente 60 canzoni

## Un titolo iconico
Il cuoco pasticcione ha avuto numerose cover destinate al mondo dei bambini, tra queste quelle di Elisabetta Viviani e Antonella Clerici, varie versioni di cartoni animati, ha ispirato titoli e contenuti di nuove canzoni ed è stata remixata allargandone l'ambito di fruibilità oltre al mondo dei bambini.
Il titolo della canzone, anche modificato con esplicite allusioni, è anche stato utilizzato da gruppi e pagine dei social network più popolari, eventi, giochi per l'infanzia, titoli di libri, citato da articoli di giornali, media e attività commerciali legate alla cultura del cibo ed al settore alimentare, diventando iconico.